# پیتوک
پیتوک فیلم ایرانی در ژانرهای «درام»، «نئونوآر» و «تریلر» محصول سال ١٣٩٨ به کارگردانی سید مجید صالحی و تهیه کنندگی سید محمد قاضی و نیز با فیلم‌نامهٔ مشترکِ «امیررضا نوری‌پرتو» و «صادق خوشحال» است.
فیلم پیتوک در تیرماه سال ۱۴۰۱ اکران شد

## خلاصه داستان
جوانی اهلِ جنوبِ شهرِ تهران- به نامِ «علا» (احسان بذلی) از گذشته‌ای نَه‌چندان دور زخمی بزرگ و شخصی را با خود یدک می‌کِشد؛ زخمی که همراه است با یک آبروریزی و سرشکستگیِ بزرگِ خانوادگی.
«علا» و مادرش (شیرین آقاکاشی) و نیز خواهرِ کوچک‌ترش «نگار» (ترمه فرح‌مرزی) زیرِ یوغِ «جاوید» (حسن پورشیرازی)- عموی گاراژدارِ «علا» زندگیِ نَه‌چندان راحتی را سپری می‌کنند؛ هرچند که «جاوید» هزینه‌های زندگیِ «علا» و خانواده‌اش را تأمین می‌کند.
«علا» پس از پایانِ دورانِ خدمتِ سربازی‌اش تصمیم می‌گیرد خود را از دیدِ مالی و طبقاتی بالا بکِشد. این تصمیم، به آشناییِ «علا» با زنی میانسال و بیوه به نامِ «فروغ» (مهتاب کرامتی) که با پدرش (شاهرخ فروتنیان) زندگی می‌کند می‌انجامد و سبب می‌شود که این پسرِ جوان در برابرِ «مهام مالکی» (هادی حجازی‌فر) همسرِ پیشین و ثروتمند و قدرت‌طلبِ «فروغ» بایستد. در سوی دیگرِ ماجرا، «رؤیا» (الناز حبیبی)- دخترعموی «علا» حضور دارد که دیوانه‌وار عاشقِ اوست.
قرارگرفتنِ «علا» در موقعیتی پُر از جدال و کِشمَکش، زندگیِ او را به مسیری تازه و پیش‌بینی‌نشده و پُر اُفت و خیز هدایت می‌کند؛ مسیری که هم با عشق همراه است و هم با کینه و خشم و انتقام؛ و البته، در ادامهٔ این راه و با پیشرویِ بیشترِ قهرمانِ داستان در دلِ این موقعیتِ عاشقانه و پُرتعلیق، رازهایی غافل‌گیرکننده از گذشتهٔ تاریکِ زندگیِ خانوادگیِ «علا» فاش می‌شود که سرانجام او ناگزیر می‌شود تردیدها را کنار بگذارد و به تصمیمی بزرگ روی آوَرَد…

## بازیگران
| نام بازیگر      | نقش                     |
| --------------- | ----------------------- |
| مهتاب کرامتی    | فروغ فرنام              |
| هادی حجازی‌فر    | مهام مالکی              |
| احسان بذلی      | علا امینی               |
| حسن پورشیرازی   | جاوید (عموی علا)        |
| شاهرخ فروتنیان  | فریدون فرنام (پدر فروغ) |
| الناز حبیبی     | رؤیا (دختر عموی علا)    |
| شیرین آقاکاشی   | مادر علا                |
| روناک قاسمی     | نسیم (خواهر علا)        |
| محمدهادی عطایی  | کارِن (رفیق علا)         |
| یزدان کوکبی صبا | اشکان (پسرِ فروغ و مهام) |